# Jonathan Rowson
Jonathan Rowson (Aberdeen, 18 aprile 1977) è uno scacchista e scrittore scozzese, grande maestro.

## Carriera
Tre volte vincitore del campionato britannico (2004, 2005 e 2006) e del campionato scozzese (1999, 2001 e 2004).
Con la nazionale scozzese ha partecipato a 6 edizioni delle olimpiadi degli scacchi dal 1996 al 2008 (5 volte in 1ª scacchiera), ottenendo complessivamente il 47,7% dei punti.
Nel 1995 è stato secondo a Verdun nel campionato europeo giovanile U18, dietro a Robert Kempiński.
Nel 2000 ha vinto a Edmonton (ex æquo con Joel Benjamin e Kevin Spraggett il campionato canadese open. Nel 2002 ha vinto (ex æquo con altri) il World Open di Filadelfia.
Nel 2003 ha vinto (ex æquo con Vasilios Kotronias il 79º torneo di Hastings 2002/03. Nel 2008 ha vinto il Festival "Capo d'Orso" a Porto Mannu in Sardegna.
Ha ottenuto il suo più alto rating FIDE nel luglio 2005, con 2599 punti Elo.

## Opere
Ha scritto quattro libri di scacchi:
- (EN) Understanding the Grunfeld, Gambit Publications, 1998.
- I sette peccati capitali, Caissa Italia, 2006, ISBN 978-88-88756-48-6
- Scacchi per Zebre, Caissa Italia, 2010, ISBN 978-88-88756-87-5.
- La mossa giusta - Il senso degli scacchi per la vita, Garzanti, 2021, ISBN  978-88-11-00006-8.

## Vita personale
Rowson si è laureato in Philosophy, politics and economics presso il Keble College dell'Università di Oxford. In seguito, dopo un anno di perfezionamento a Harvard, ha conseguito un dottorato in filosofia all'Università di Bristol.
Interessato alle filosofie orientali, nel 2016 ha fondato a Londra, assieme al filosofo svedese Tomas Björkman, l'istituto di ricerca politica e sociale Perspectiva. L'istituto si propone di suggerire ai leader politici, agli accademici e agli imprenditori di esaminare i problemi del mondo reale tenendo in maggiore considerazione il fattore umano e sociale. È direttore del "Social Brain Centre" della Royal Society of Arts.